# Сергіївська сільська рада (Прилуцький район)
Се́ргіївська сільська́ ра́да — адміністративно-територіальна одиниця та орган місцевого самоврядування у Прилуцькому районі Чернігівської області. Адміністративний центр — село Сергіївка.

## Загальні відомості
Сергіївська сільська рада утворена у 1918 році.
- Територія ради: 72,93 км²
- Населення ради: 922 особи (станом на 2001 рік)

## Населені пункти
Сільській раді підпорядковані населені пункти:
- с. Сергіївка
- с. Сухоліски

## Склад ради
Рада складається з 12 депутатів та голови.
- Голова ради: Дзигало Тетяна Миколаївна
- Секретар ради: Беба Олена Андріївна

### Керівний склад попередніх скликань
| Прізвище, ім'я, по батькові | Основні відомості                                                               | Дата обрання | Дата звільнення |
| --------------------------- | ------------------------------------------------------------------------------- | ------------ | --------------- |
| Дзигало Тетяна Миколаївна   | Сільський голова, 1962 року народження, освіта середня спеціальна               | 26.03.2006   | 31.10.2010      |
| Дзигало Тетяна Миколаївна   | Сільський голова, 1962 року народження, освіта середня спеціальна, позапартійна | 31.10.2010   |                 |

Примітка: таблиця складена за даними сайту Верховної Ради України

### Депутати
За результатами місцевих виборів 2010 року депутатами ради стали:

#### За суб'єктами висування
| Суб'єкт висування | Кількість обраних депутатів | %   |
| ----------------- | --------------------------- | --- |
| Самовисування     | 12                          | 100 |

#### За округами
| № округу | Прізвище, ім'я, по батькові     | Дата визнання обраним | Освіта             | Партійна приналежність                        | Відомості про обраного депутата                                  |
| -------- | ------------------------------- | --------------------- | ------------------ | --------------------------------------------- | ---------------------------------------------------------------- |
| 1        | Тодорашко Василь Аркадійович    | 03.11.2015            | середня            | позапартійний                                 | не працює                                                        |
| 2        | Беба Олена Андріївна            | 03.11.2015            | вища               | позапартійна                                  | Секретар с/ради та виконкому                                     |
| 3        | Мостова Людмила Миколаївна      | 03.11.2015            | середня спеціальна | позапартійна                                  | не працює                                                        |
| 4        | Мархоброд Олена Леонідівна      | 03.11.2015            | середня спеціальна | позапартійна                                  | зав. бібліотекою                                                 |
| 5        | Васько Олексій Олексійович      | 01.11.2010            | середня            | позапартійний                                 | тимчасово не працює                                              |
| 6        | Овдієнко Людмила Миколаївна     | 01.11.2010            | середня спеціальна | позапартійна                                  | Сергіївська загальноосвітня школа І-ІІІ ст., педагог організатор |
| 7        | Васько Світлана Іванівна        | 01.11.2010            | середня спеціальна | позапартійна                                  | Агрікор Холдинг                                                  |
| 8        | Гребіневич Тетяна Володимирівна | 01.11.2010            | вища               | член Всеукраїнського об'єднання «Батьківщина» | Сергіївська загальноосвітня школа І-ІІІ ст., вчитель             |
| 9        | Микосянчик Наталія мсиколаївна  | 01.11.2010            | середня спеціальна | позапартійний                                 | не працює                                                        |
| 10       | Касьян Людмила Василівна        | 01.11.2010            | середня спеціальна | позапартійна                                  | зав. ДНЗ " Казка"                                                |
| 11       | Косько Юрій Олександрович       | 01.11.2010            | середня            | член Партії регіонів                          | приватний підприємець                                            |
| 12       | Мазурик Таміла Василівна        | 01.11.2010            | середня спеціальна | позапартійна                                  | ПП                                                               |